# Thuit-Hébert

Thuit-Hébert este o comună în departamentul Eure, Franța. În 1 ianuarie 2017 avea o populație de 312 de locuitori.